# Jours du handball du Limbourg
Le Limburgse Handbal Dagen (Jours du handball du Limbourg) est un tournoi international de handball se déroulant sur trois jours dans les villes de Sittard, Geleen et de Beek, soit trois villes du Limbourg néerlandais.

## Histoire
Le tournoi a été créé dans le but de célébrer le quarantième anniversaire du HV Sittard.
Et c'est donc ce club qui, en collaboration avec le V&L Handbal Geleen et le Beekse Fusie Club, organisait le tournoi dans un premier temps en septembre, avant la reprise, puis en décembre, pendant la trêve hivernale.
Depuis 2008, le tournoi est organisé par le OCI Limburg Lions Geleen.

## Palmarès par édition
| Édition | Année | Vainqueur                | Deuxième                 | Troisième                |             |
| ------- | ----- | ------------------------ | ------------------------ | ------------------------ | ----------- |
| 1re     | 1988  | CSIA Moscou              | V&L Handbal Geleen       | Lokomotiva Trnava        |             |
| 2e      | 1989  | HV Sittard               | Motor Eisenach           | HC Granitas Kaunas       |             |
| 3e      | 1990  | SKIF Krasnodar           | HT Tatran Prešov         | Redbergslids IK          |             |
| 4e      | 1991  | SKA Minsk                | V&L Handbal Geleen       | HK Drott Halmstad        |             |
| 5e      | 1992  | Saint-Pétersbourg HC     | RD Slovan Ljubljana      | IFK Skövde HK            |             |
| 6e      | 1993  | RK Medveščak Zagreb      | US Ivry                  | Redbergslids IK          |             |
| 7e      | 1994  | PSG-Asnières             | Guif Eskilstuna          | Sandefjord TIF           |             |
| 8e      | 1995  | Viking HK Stavanger      | IK Sävehof               | V&L Handbal Geleen       |             |
| 9e      | 1996  | US Ivry                  | TuS Nettelstedt-Lübbecke | Vadum IF                 |             |
| 10e     | 1997  | Viking HK Stavanger      | HV Sittard               | HC Banik Karvina         |             |
| 11e     | 1998  | IL Runar Sandefjord      | Sporting Toulouse        | HV Sittard               |             |
| 12e     | 1999  | Viking HK Stavanger      | GOG Gudme                | HV Sittard               |             |
| 13e     | 2000  | Team Tvis Holstebro      | Lituanie                 | SKP Frýdek-Místek        |             |
| 14e     | 2001  | Dinamo Astrakhan         | V&L Handbal Geleen       | IFK Tumba HK             |             |
| 15e     | 2002  | RK Lovćen Cetinje        | Team Helsinge            | V&L Handbal Geleen       |             |
| 16e     | 2003  | Fredericia HK            | BM Valladolid            | HC Portovik Youjne       |             |
| 17e     | 2004  | Viborg HK                | IFK Skövde HK            | ZTR Zaporozhye           |             |
| 18e     | 2005  | KS Kielce                | TMS Ringsted             | Dunkerque HGL            |             |
| 19e     | 2006  | Dinamo Astrakhan         | IFK Skövde HK            | RK Perutnina Pipo IPC    |             |
| 20e     | 2007  | Budivelnyk Brovary       | Étoile sportive du Sahel | Daido Steel Nagoya       |             |
| 21e     | 2008  | KV Sasja HC Hoboken      | ZTR Zaporozhye           | SD Teucro                |             |
| 22e     | 2009  | FC Porto                 | Põlva Serviti            | K-Sports HC              |             |
| 23e     | 2010  | Benfica Lisbonne         | RK Borac Banja Luka      | Saint-Pétersbourg HC     |             |
| 24e     | 2011  | FC Porto                 | HC Meshkov Brest         | RK Porec                 |             |
| 25e     | 2012  | OCI Limburg Lions Geleen | Põlva Serviti            | BM Ciudad Encantada      |             |
| 26e     | 2013  | AA Águas Santas          | OCI Limburg Lions Geleen | FC Barcelone B           |             |
| 27e     | 2014  | Medvedi Perm             | Benfica Lisbonne         | OCI Limburg Lions Geleen |             |
| 28e     | 2015  | ABC UMinho               | Viking HK                | Targos Bevo HC           |             |
| 28e     | 2016  | Halden Topphåndball      | OCI Limburg Lions Geleen | Corée du Sud             |             |
| 29e     | 2017  | BM Benidorm              | HC Odorheiu Secuiesc     | Halden Topphåndball      |             |
| -       | 2018  | Non disputé              | Non disputé              | Non disputé              | Non disputé |

### Bilan par pays
| Victoire | Pays                                                                   |
| -------- | ---------------------------------------------------------------------- |
| 5        | Norvège, Portugal                                                      |
| 5        | Russie                                                                 |
| 3        | Danemark                                                               |
| 2        | France, Pays-Bas, Union soviétique                                     |
| 1        | Belgique, Biélorussie, Croatie, Espagne, Pologne, Ukraine, Yougoslavie |